# Harald Goldschmidt
Harald Naptali Julius Goldschmidt, född 12 november 1857 i Köpenhamn, död 9 december 1923, var en dansk agronom och veterinär. 
Goldschmidt blev lantbrukskandidat 1880 avlade 1882 veterinärexamen. Han började därefter att studera medicin, men avbröt dessa studier och reste til utlandet, där han utbildade sig i fysiologi för att kunna överta den efter Ferdinand Victor Alphonse Proschs död (1885) vakanta tjänsten i husdjursskötsel vid Landbohøjskolen, en befattning vilken han tillträdde i november 1888. Efter studier i Dresden under Wilhelm Ellenberger besökte han även England, Skottland och Frankrike.
De viktigaste av Goldschmidts skrifter är Regler for arbejdshestens behandling i stalden og under brugen (prisbelönt och utgivet av "Foreningen til dyrenes beskyttelse", 1885); Meddelelser om kvægbrugets udvikling i Danmark og særligt i Sorø og Præstø amter i de sidste 25-35 Aar (konkurrenceafhandling utgiven av det Landhusholdningsselskabet, 1890), Fordøjelsesprocessen hos Huspattedyrene (1890) och Vejledning i bedømmelse af hestens ydre (1892, fjärde upplagan 1917). 
Han var dessutom medutgivare av "Landmandsbogen" och ledde och utgav – först tillsammans med Christen Moesgaard-Kjeldsen och I.A. Lemming, senare ensam och med statsunderstöd – berättelser om en rad Rentabilitets-Fodringsforsøg med Malkekøer. Han var stiftare av och ordförande för föreningen "Hestens værn" och medlem av direktionen for Köpenhamns zoo.